# Eva Robin's
Eva Robin's, all'anagrafe Roberto Coatti (Bologna, 10 dicembre 1958), è un'attrice, cantante e personaggio televisivo italiana.
Il suo nome d'arte deriva dal personaggio di Eva Kant, del fumetto Diabolik, alla quale i suoi amici dicevano che somigliasse, e dal cognome dello scrittore Harold Robbins. Per nascita di sesso maschile, nella vita ha adottato esclusivamente un ruolo di genere femminile. Fu anche nota come Eva Robins o Eva Robbins, mentre come cantante utilizzò il nome di Cassandra.

## Biografia
Ha fatto il suo ingresso nel mondo dello spettacolo da ventenne alla fine degli anni settanta in qualità di corista in una tournée di Amanda Lear. In ambito musicale, nello stesso periodo ha inciso il singolo Disco Panther per la Polydor, con lo pseudonimo Cassandra, e nel 2002 è tornata alla musica con il singolo La rosa. Ha lavorato a lungo per il cinema, recitando in molti thriller, erotici e commedie, al servizio di registi quali Damiano Damiani, Antonio D'Agostino, Maurizio Nichetti, Simona Izzo e molti altri. Tra gli altri, viene diretta da Dario Argento in Tenebre e da Alessandro Benvenuti in Belle al bar, dove ha un ruolo da protagonista. Nel 1986 ha partecipato al videoclip Skyline dei Krisma. Ha debuttato in televisione nel 1987, nella trasmissione Lupo Solitario su Italia 1, chiamata da Antonio Ricci a ricoprire il ruolo di una trasgressiva critica letteraria, riapparendo anche nel successivo programma L'araba fenice.
Nel 1991 è stata scelta da Gianni Boncompagni e Irene Ghergo per condurre la trasmissione preserale di Italia 1 Primadonna. Il programma partì tra molte polemiche sorte da parte di alcune associazioni cattoliche le quali ritenevano che la Robin's, per la sua ambiguità di genere, fosse un personaggio non consono per un programma in onda durante la fascia protetta e che quindi poteva essere visto anche dai bambini, ma il regista Boncompagni e l'autrice Ghergo ribadirono la loro scelta, esprimendo piena fiducia alla conduttrice e alla fine, una volta appurata la totale sobrietà e normalità dei contenuti della trasmissione, tutte le polemiche si placarono. Comunque, a causa dei bassi ascolti registrati, il programma fu chiuso dopo appena due mesi di trasmissione.
Dal 1993, anno del suo debutto teatrale ne La voce umana diretta da Andrea Adriatico, ha iniziato una carriera di attrice più impegnata. Nel 1995 ha indossato i panni di modella per la stilista Chiara Boni, affiancando la pornostar Éva Henger. Nel 2002 è tornata a lavorare in televisione, interpretando il ruolo di una donna trans in un episodio della fortunata serie Il bello delle donne 2, in onda su Canale 5. Ha partecipato allo spettacolo 8 donne e un mistero, ispirato al film scritto e diretto da François Ozon, insieme con Sandra Milo, Nadia Rinaldi, Corinne Cléry e Caterina Costantini, interpretando la cognata zitella dell'assassinato. Altri spettacoli teatrali a cui ha preso parte negli anni 2000 sono stati Il frigo, monologo di Copi, Othello Opera Rock di Mario Concetti, Madame di Massimo Stinco, M. Butterfly nei panni della star dell'opera cinese Song Liling.

## Vita privata
Nel corso della propria carriera artistica ha fatto spesso leva sull'ambiguità sessuale. Intervistata, ha detto di aver assunto da giovanissima ormoni femminili, grazie ad un amico farmacista, arrestando in questo modo, durante la pubertà, lo sviluppo dei caratteri secondari maschili, mentre avrebbe sviluppato seni e forme femminili.
La Robin's ha dichiarato di aver assunto ormoni, senza avere come meta la transizione al sesso femminile. Il seno è un risultato dell'assunzione di ormoni, non avendo mai fatto ricorso alla chirurgia. Non ha mai completato la transizione al sesso femminile chirurgicamente, dichiarando di aver raggiunto un suo equilibrio.
Nel 2019, ospite di Caterina Balivo nel programma televisivo Vieni da me, ha annunciato l’intenzione di sposare la donna con la quale ha una relazione da 25 anni, ma di cui ha preferito non rivelare l'identità.

## Filmografia

### Attrice

#### Cinema
- La cerimonia dei sensi, regia di Antonio D'Agostino (1979)
- Eva Man (Due sessi in uno), regia di Antonio D'Agostino (1980)
- Tenebre, regia di Dario Argento (1982)
- El regreso de Eva Man, regia di Zacarías Urbiola (1982)
- Hercules, regia di Luigi Cozzi (1983)
- Le avventure dell'incredibile Ercole, regia di Luigi Cozzi (1985)
- Mascara, regia di Patrick Conrad (1987)
- Gioco al massacro, regia di Damiano Damiani (1989)
- Belle al bar, regia di Alessandro Benvenuti (1994)
- Luna e l'altra, regia di Maurizio Nichetti (1996)
- Il primo estratto, regia di Gianpaolo Tescari – cortometraggio (1997)
- I miei più cari amici, regia di Alessandro Benvenuti (1998)
- L'auto del silenzio, regia di Andrea Adriatico – cortometraggio (2002)
- Cattive inclinazioni, regia di Pierfrancesco Campanella (2003)
- Grazie, regia di Federico Ferraresi – cortometraggio (2004)
- Il segreto di Rahil, regia di Cinzia Bomoll (2007)
- Tutte le donne della mia vita, regia di Simona Izzo (2007)
- All'amore assente, regia di Andrea Adriatico (2007)
- Deserto grigio, regia di Maria Arena (2008) – cortometraggio
- Alta infedeltà, regia di Claudio Insegno (2010)
- Una notte agli studios, regia di Claudio Insegno (2013)
- Torri, checche e tortellini, regia di Andrea Adriatico – documentario (2015)
- Tu mi nascondi qualcosa, regia di Giuseppe Loconsole (2018)
- Il conte magico, regia di Marco Melluso e Diego Schiavo (2019)
- La discoteca, regia di Jacopo Miliani – cortometraggio (2021)
- L'oro del Reno, regia di Lorenzo Pullega (2025)

#### Televisione
- Valentina – serie TV, episodio 2 (1990)
- Il bello delle donne, regia di Maurizio Ponzi – serie TV, episodi 2x10 e 2x11 (2002)
- Di che peccato sei?, regia di Pier Francesco Pingitore – film TV (2007)

#### Videoclip
- Skyline dei Krisma (1986)
- Donna senza terra di Pietra Montecorvino (2018)

### Doppiatrice
- Shelter - Addio all'Eden, regia di Enrico Masi (2019)

## Teatro
- La voce umana, di Jean Cocteau, regia di Andrea Adriatico (1993)
- Ferita. Sguardo su una gente dedicato ad Adolf Hitler, regia di Andrea Adriatico (1995)
- Il frigo, di Copi, regia di Andrea Adriatico (2005-2008, 2011-2017)
- Othello Opera Rock, tratto da Otello di William Shakespeare, regia di Mario Coccetti (2006-2008)
- Otto donne e un mistero, di Robert Thomas, regia di Claudio Insegno (2007-2008)
- Le serve di Goldoni, di Alessandro Fullin, regia di Andrea Adriatico (2007)
- Madame, regia di Massimo Stinco (2008)
- Giorni felici, di Samuel Beckett, regia di Andrea Adriatico (2009)
- Tutto su mia madre, di Pedro Almodóvar, testo teatrale di Samuel Adamson, regia di Leo Muscato (2010)
- L'avaro, di Molière, regia di Andrea Buscemi (2010-2012, 2017, 2022)
- Il mercante di Venezia, di William Shakespeare, adattamento e regia di Andrea Buscemi (2011)
- L'omosessuale o la difficoltà di esprimersi, di Copi, regia di Andrea Adriatico (2012)
- Delirio di una trans populista. Un pezzo dedicato a Elfriede Jelinek, regia di Andrea Adriatico (2014-2019)
- Jackie e le altre. Un altro pezzo dedicato a Elfriede Jelinek, regia di Andrea Adriatico (2014)
- Un pezzo per sport. Un'altra visione su Elfriede Jelinek, regia di Andrea Adriatico (2014)
- Porta della Rocca Ostile, di Simona Vinci, regia di Andrea Adriatico (2016)
- Per amor del cielo, di Milena Magnani, regia di Andrea Adriatico (2016)
- Il giardino dei ciliegi, di Anton Čechov, regia di Valter Malosti (2016)
- Lettere a Yves, di Pierre Bergé, regia di Roberto Piana (2018-2020, 2022)
- White Rabbit Red Rabbit, di Nassim Solemainpour (2020)
- Tiresia e altri prodigi, regia di Elena Serra (2021-2022)
- Evə, di Jo Clifford, regia di Andrea Adriatico (2021-2022)
- Le allegre comari di Windsor, di William Shakespeare, regia di Andrea Chiodi (2023)

## Programmi televisivi
- Lupo solitario (Italia 1, 1987)
- L'araba fenice (Italia 1, 1988)
- Primadonna (Italia 1, 1991)
- L'Odissea (Canale 5, 1991)
- Target (Canale 5, 1995) Inviata
- Rivoluzione Gender (Cielo, 2017)
- Matrix Chiambretti (Canale 5, 2017)

## Discografia

### Singoli
- 1978 – Disco Panther (come Cassandra)
- 2002 – La rosa

### Partecipazioni
- 2005 – Tomorrow in L’Inde le Palais - Extreme Metissage

### Compilation
- 1995 – Androgina Collection by Eva Robin's
- 1998 – Blue Velvet - in Ella Guru Mister X compilation

## Riconoscimenti
- Nastro d'argento
  - 1995 – Candidatura alla migliore attrice protagonista per Belle al bar

- Premio Ubu
  - 2011 – Candidatura alla migliore attrice non protagonista per Tutto su mia madre